# Organisation territoriale de l'Autriche

Organisation territoriale de l'Autriche.

NUTS 1

États d'Autriche

L’organisation territoriale de l'Autriche se compose de plusieurs niveaux. Le premier échelon administratif, sous l’État fédéral est l’État fédéré. Il existe cependant un échelon statistique supérieur, le groupe d’États. Viennent ensuite les districts et en dessous les communes.
Le gouvernement fédéral, les États fédérés et les communes sont des entités juridiques. Les groupes d’État et les districts sont de simples unités administratives du gouvernement fédéral.

## Groupe d’État
Les groupes d’État sont des régions statistiques de l'Autriche définie par Eurostat pour les besoins statistiques l'Union européenne. Ces régions statistiques correspondent à une population d'environ 3 à 7 millions de personnes.

## États d'Autriche
L'Autriche est divisée en neuf États (Bundesländer) qui ont leur propre gouvernements et leur propre administration. Ils correspondent au second niveau de nomenclature d'unités territoriales statistiques de l'Autriche.
| N° | Land Nom français | Capitale Nom français | Land Nom allemand | Capitale Nom allemand    | Superficie (km²) | Habitants (2022) | Densité de population (hab/km²) |
| -- | ----------------- | --------------------- | ----------------- | ------------------------ | ---------------- | ---------------- | ------------------------------- |
| 1  | Burgenland        | Eisenstadt            | Burgenland        | Eisenstadt               | 3 965,20         | 297 583          | 75                              |
| 2  | Carinthie         | Klagenfurt            | Kärnten           | Klagenfurt am Wörthersee | 9 536,50         | 564 513          | 59                              |
| 3  | Basse-Autriche    | Sankt Pölten          | Niederösterreich  | St. Pölten               | 19 179,56        | 1 698 796        | 89                              |
| 4  | Haute-Autriche    | Linz                  | Oberösterreich    | Linz                     | 11 982,52        | 1 505 140        | 126                             |
| 5  | Salzbourg         | Salzbourg             | Salzburg          | Salzburg                 | 7 154,56         | 560 710          | 78                              |
| 6  | Styrie            | Graz                  | Steiermark        | Graz                     | 16 399,34        | 1 252 922        | 76                              |
| 7  | Tyrol             | Innsbruck             | Tirol             | Innsbruck                | 12 648,37        | 764 102          | 60                              |
| 8  | Vorarlberg        | Brégence              | Vorarlberg        | Bregenz                  | 2 601,67         | 401 674          | 154                             |
| 9  | Vienne            | Vienne                | Wien              | Wien                     | 414,82           | 1 931 593        | 4 654                           |

## Districts
Le district sont une entité administrative sans sphère d'action autonome. Leurs autorités sont nommées par le gouvernement de l'État  et dirigée par un gouverneur de district ou par un magistrat. Une démocratisation de ces autorités administratives de district, à travers l’élection au suffrage universel direct du gouverneur de district, a été discutée en 1919. Celle-ci n’est cependant pas encore appliquée. Dans les villes statutaires, c'est le conseil de comté en collaboration avec la municipalité qui occupe cette fonction. Le maire est alors le magistrat à la tête du district.

## Sources
- (de) Cet article est partiellement ou en totalité issu de l’article de Wikipédia en allemand intitulé « Verwaltungsgliederung Österreichs » (voir la liste des auteurs).

## Compléments